# García de Loaysa y Girón
García de Loaysa y Girón foi um prelado castelhano, Arcebispo de Toledo de 1598 a 1599.

## Biografia
Filho de Pedro Girón de Loaysa, que foi corregedor de Vizcaya e conselheiro de Carlos I, e de Mencía de Carvajal; era sobrinho de García de Loaysa e de Jerónimo de Loayza, arcebispos de Sevilha e Lima respectivamente, e de Juan Suárez de Carvajal, bispo de Lugo. Sua irmã María Girón casou com Juan Hurtado de Salcedo, avós do 1.º Marquês de Sofragas, Fernando Girón de Salcedo.
Estudou na Universidade de Salamanca e no Colegio Mayor de San Ildefonso da Universidade de Alcalá.
Foi arquidiácono da Catedral de Sevilha, cânone da de Toledo (1564) e arquidiácono de Guadalajara (1566). Em 1585 Felipe II nomeou-o Esmoler Real, capelão-mór e preceptor de seu filho, o príncipe Felipe.
Ocupou o cargo de Governador eclesiástico da arquidiocese de Toledo durante a ausência do arcebispo Alberto de Áustria, e ficou como seu sucessor quando ele renunciou à sé (1598), mas morreu no ano seguinte antes de tomar posse.
Desde 1598 foi também membro do Conselho de Estado.

## Obra
Em 1569 fundou o Colegio Menor de San Clemente Mártir em Alcalá de Henares.
Deixou escrita uma obra de temática histórico-eclesiástica: Collectio Conciliorum Hispaniae, uma recompilação de todos os concílios celebrados na Espanha, impressa em Madrid em 1593.
Defendeu que era uma superstição a vinda do Apóstolo Santiago à Espanha, sua predicação e seu sepultamento em Compostela.